# Ted Savage
Ted Savage (Venice, Illinois; 21 de febrero de 1936 – 15 de enero de 2023) fue un beisbolista estadounidense que jugó diez temporadas en la MLB en la posición de outfielder con ocho equipos diferentes.

## Biografía
Su nombre de nacimiento fue Ephesian Savage, estudiaría en la Universidad Lincoln antes de cumplir tres años de servicio militar en la US Army.
En 1960 firma como agente libre con los Philadelphia Phillies. Al año siguiente juega con los Buffalo Bisons en la International League donde fue el líder en promedio de bateo con .325 y ganó el título de Jugador Más Valioso. El 9 de abril de 1962 hace su debut con los Philadelphia Plillies en una victoria por 12-4 ante los Cincinnati Reds en Crosley Field donde jugó en el jardín izquierdo. En ese mismo partido conecta su primer hit y su primera carrera impulsada ante Dave Hillman.
El 28 de noviembre de 1962 es cambiado a los Pittsburgh Pirates junto a Pancho Herrera por Don Hoak. En 85 partidos con los Pirates apenas promedió .195 con cinco cuadrangulares y catorce carreras impulsadas. Al finalizar la temporada fue cambiado a los St. Louis Cardinals junto a Earl Francis a cambio de Jack Damaska y Ron Cox.
El 14 de mayo de 1967 los Chicago Cubs adquieren a Savage junto a John Kindl por Don Young y Jim Procopio. El 23 de abril de 1968 los Cubs cambian a Savage y a and Jim Ellis a Los Angeles Dodgers por Phil Regan y Jim Hickman. En 64 partidos su promedio de bateo fue de .209 y antes de la temporada de 1969 los Dodgers envían a Savage a los Cincinnati Reds por Jimmie Schaffer. Los Reds venderían a Savage a los Milwaukee Brewers antes de la temporada de 1970, teniendo la mejor temporada de su carrera en la que participó en 114 partidos, su promedio de bateo fue de .279 con 12 cuadrangulares y 50 carrearas impulsadas.
El 11 de marzo de 1971 es cambiado a los Kansas City Royals por Tommy Matchick. Su último partido sería el 3 de julio de 1971 en la derrota por 0-1 ante los Chicago White Sox, conectando su último hit ante Tommy John. Sus números de por vida fueron de 642 partidos, promedio de bateo de .233, 34 cuadrangulares y 163 RBI.

## Tras el retiro
Al retirarse como beisbolista obtiene un doctorado en filosofía de la Universidad de Saint Louis y luego pasó nueve años como director atlético en la at Harris-Stowe State University en St. Louis. En 1987 fue contratado por los St. Louis Cardinals como asistente del director de relaciones comunitarias e instructor de las ligas menores.
En 2006 fue introducido al Salón de la Fama de los alumnos de la Universidad Lincoln, y en 2016 fue introducido al Salón de la Fama de los Buffalo Bisons.
En 2012 Savage se retiraría de su puesto con los Cardinals, y un año después, el 24th annual golf Cardinals Care tournament fue renombrado el Ted Savage RBI Golf Classic, para recaudar fondos para el programa Reviving Baseball in Inner Cities (RBI).